# Ozan Dolunay
Mehmet Ozan Dolunay (Ankara, 1990. május 2. –) török színész.

## Életpályája
1990-ben született Ankarában. Az Enka Lisesiben kezdte középiskolai tanulmányait, azonban az érettségit a Cleveland Heights High Schoolban tette le. A Koçi Egyetem Gépészmérnöki Karán folytatott felsőfokú tanulmányai során színészetet is tanult, olyanoktól mint İpek Bilgin, Çağ Çalışkur vagy Bahar Kerimoğlu. Pályafutását 2015-ben kezdte az Édes kis hazudozók televíziós drámasorozatban. Pár epizód erejéig feltűnt a Kegyetlen játékokban (2016), majd a Felső tízezerben és a Középiskolai őrjáratban (2017).
2018-ban elnyerte az Üstün Akmen Awards díját az „év ígéretes férfi színésze” kategóriában, és még ugyanebben az évben jelölték a „legjobb fiatal tehetség” kategóriában is a 22. Afife Jale Awardson. 2019-ben, a Kanal D csatornán debütáló, 39 részes családi sorozatban, a Kegyetlen városban megkapta a jóképű, de felelőtlen playboy, Cenk Karaçay szerepét.

## Filmográfia
| Év         | Magyar cím : Alcím Eredeti cím : Alcím           | Műfaj      | Karakter       | Magyar hang   | Megjegyzés                |
| ---------- | ------------------------------------------------ | ---------- | -------------- | ------------- | ------------------------- |
| 2014       | Édes kis hazudozók Tatlı Küçük Yalancılar        | dráma      | Baris          |               |                           |
| 2016       | Kegyetlen játékok Oyunbozan                      | romantikus | Rüzgar         |               |                           |
| 2016       | Felső tízezerben Yüksek Sosyete                  | romantikus | Mert           |               |                           |
| 2017       | Középiskolai őrjáratban Lise Devriyesi           | vígjáték   | Yigit Dogrusoz |               |                           |
| 2018       | Rajtunk a sor Darisı Başımıza                    | vígjáték   | Ozan           |               |                           |
| 2019– 2020 | Kegyetlen város Zalim İstanbul                   | dráma      | Cenk Karaçay   | Fehér Tibor   | Angol címe: Ruthless City |
| 2020       | Jó napok, rossz napok İyi Günde Kötü Günde       | romantikus | Sarp           |               |                           |
| 2020       | Hívd az ügynökömet Menajerimi Ara                | dráma      | Ozan Dolunay   |               | 4. évad 14. epizód        |
| 2021       | A vonal amely elválaszt minket Bizi Ayıran Çizgi | dráma      | Sinan          |               |                           |
| 2021       | A vendég Misafir                                 | dráma      | Giray          |               |                           |
| 2023       | A saját utadon Merve Kült                        | vígjáték   | Anıl Gürman    | Szatory Dávid |                           |
| 2023– 2024 | Kívánságkő Dilek Taşı                            | dráma      | Kenan Şanlı    |               |                           |